# Vincou
Le Vincou est une rivière française du nord de la Nouvelle-Aquitaine, qui coule dans le département de la Haute-Vienne. C'est un affluent abondant de la Gartempe (rive gauche), et donc un sous-affluent de la Loire, par la Creuse et la Vienne.

## Géographie
De 50,4 km de longueur, le Vincou, né dans les monts d'Ambazac, à 515 m d'altitude, présente les caractéristiques d’une rivière de moyenne montagne. Il s'appelle aussi dans cette partie haute le ruisseau des Sagnes, en amont de l'étang de la Crouzille.
Il reçoit de nombreux petits affluents issus des monts de Blond ou des monts d'Ambazac, qui tous contribuent à lui donner un débit abondant, malgré la petitesse de son bassin versant. Il draine une superficie de 287 km2. Son confluent se trouve au nord de la localité de Peyrat-de-Bellac, village du département de la Haute-Vienne, sur la commune de La Croix-sur-Gartempe, à 164 m d'altitude.
Il est, après l'Anglin, l'affluent le plus important de la Gartempe. 
Il baigne notamment la ville de Bellac.

### Communes traversées
Dans le seul département de la Haute-Vienne, le Vincou traverse les douze communes suivantes, de l'amont vers l'aval, Saint-Sylvestre (source), Compreignac, Thouron, Saint-Symphorien-sur-Couze, Le Buis, Nantiat, Chamboret, Berneuil, Blond, Bellac, Peyrat-de-Bellac, La Croix-sur-Gartempe (confluence).
Soit en termes de cantons, le Vincou prend source dans le canton d'Ambazac, traverse les canton de Nantiat, canton de Bellac, conflue dans le canton du Dorat, le tout dans les deux arrondissement de Limoges et arrondissement de Bellac.

### Bassin versant
Le Vincou traverse les trois zones hydrographiques suivantes, « le Vincou de la Glayelle (NC) à la Gartempe », (L522), « La Glayelle & ses affluents », (L521), « le Vincou de sa source à la Glayeule (NC) », (L520), pour une superficie totale de 287 km2. Ce bassin versant est composé à 62,79 % de « territoires agricoles », à 34,16 % de « forêts et milieux semi-naturels », à 2,65 % de « territoires artificialisés », à 0,32 % de « surfaces en eau ».

## Affluents
Le Vincou a sept tronçons affluents référencés :
- le ruisseau des Sagnes, 1,9 km sur les trois communes de Nantiat, Le Buis, Thouron ;
- la Glayeule (rg), 20,7 km sur sept communes avec trois affluents et de rang de Strahler trois. Son bassin versant est de 79 km2[3] ;
- le ruisseau de l'Étang de Richemont (rg), 6,8 km sur la seule commune de Blond ;
- le Géroux (rd), 5,2 km sur les trois communes de Bellac, Berneuil et Saint-Julien-les-Combes ;
- le ruisseau de Bouche sèche (rg), 4,3 km sur les deux communes de Bellac et Blond ;
- la Bazine (rd), 19,6 km sur quatre communes avec quatre affluents et de rang de Strahler trois ;
- le ruisseau de la Gasne (rg), 2,7 km sur les deux communes de Peyrat-de-Bellac et Bellac.

## Hydrologie
Le Vincou est une rivière peu régulière. 

### Le Vincou à Bellac
Son débit a été observé durant une période de 49 ans (1966-2014), à Bellac, petite ville du département de la Haute-Vienne toute proche de son confluent avec la Gartempe . La surface ainsi étudiée est de 286 km2, soit la presque totalité du bassin versant du cours d'eau.
Le module de la rivière à Bellac est de 3,52 m3/s, à 235 m d'altitude. 
Le Vincou présente des fluctuations saisonnières de débit très marquées, comme bien des cours d'eau du bassin de la Gartempe et de la Vienne. Les hautes eaux se déroulent en hiver et au début du printemps, et se caractérisent par des débits mensuels moyens allant de 4,83 à 6,96 m3/s, de décembre à avril inclus (avec un maximum en février). À partir du mois d'avril, le débit diminue progressivement jusqu'aux basses eaux d'été qui ont lieu de juillet à septembre, entraînant une  baisse du débit mensuel moyen jusqu'au plancher de 0,745 m3/s au mois d'août. Mais ces moyennes mensuelles ne sont que des moyennes et cachent des fluctuations plus prononcées sur de courtes périodes ou selon les années.

### Étiage ou basses eaux

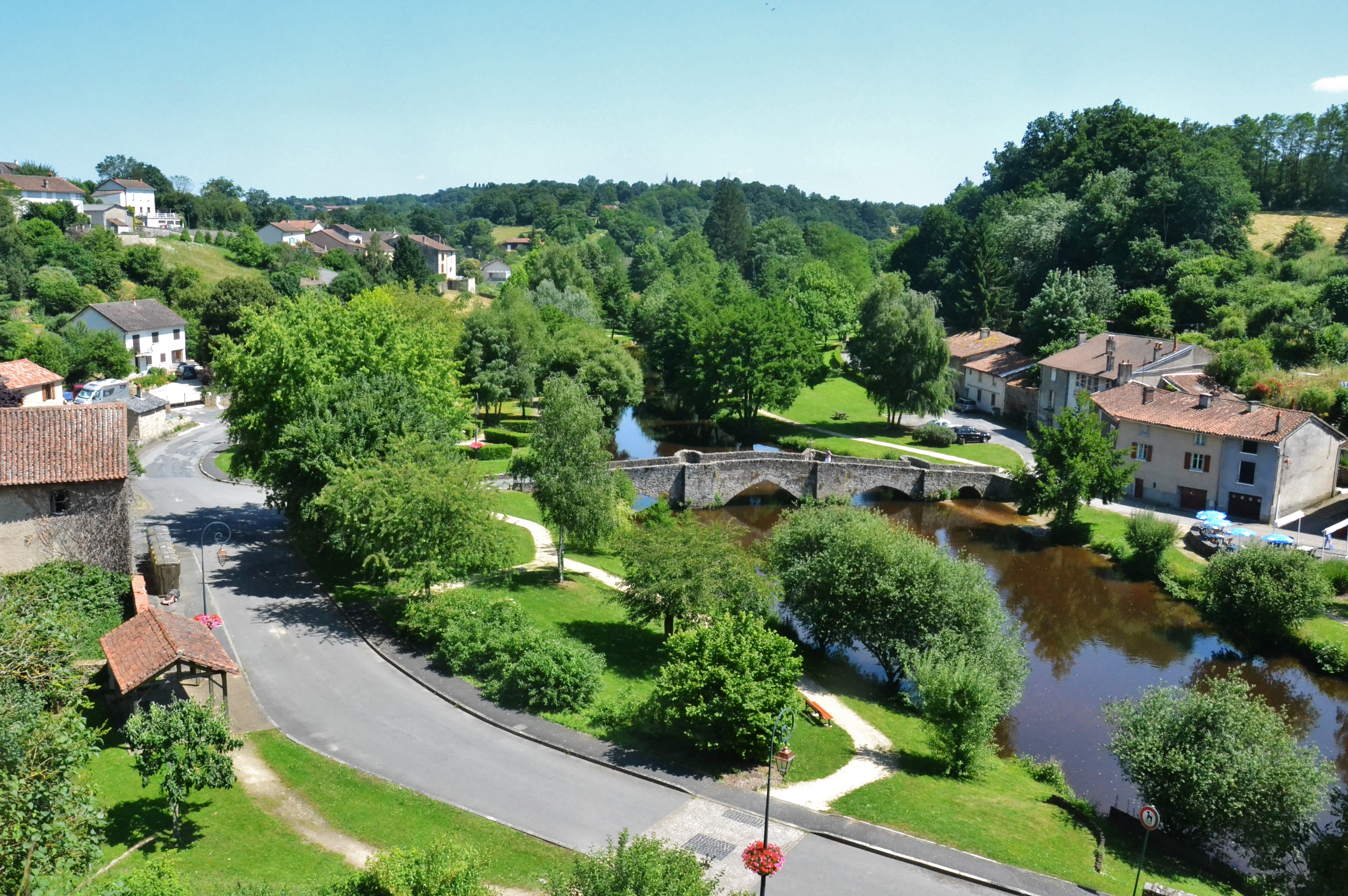
Pont de la Pierre à Bellac.

Aux étiages, le VCN3 peut chuter jusque 0,087 m3/s en cas de période quinquennale sèche (87 litres par seconde), ce qui peut alors être qualifié de sévère. 

### Crues
Les crues peuvent être très importantes, à l'instar des autres affluents de la Gartempe. Les QIX 2 et QIX 5 valent respectivement 41 et 63 m3/s. Le QIX 10 est de 78 m3/s, le QIX 20 de 93 m3/s, tandis que le QIX 50 se monte à 110 m3/s. Cela signifie que tous les deux ans, le Vincou devrait avoir statistiquement une crue de l'ordre de 41 m3/s, et que, toujours  statistiquement, tous les dix ans, une crue de l'ordre de 78 m 3/s doit survenir.
Le débit instantané maximal enregistré à Bellac a été de 197 m3/s le 1er juin 1988, tandis que la valeur journalière maximale était de 100 m3/s le 6 janvier 1982. Si l'on compare la première de ces valeurs à l'échelle des QIX de la rivière, l'on constate que cette crue était bien plus élevée que la crue cinquantennale définie par le QIX 50, et donc tout à fait exceptionnelle. La hauteur maximale instantanée a été de 289 cm ou 2,89 m le 6 janvier 1982.

### Lame d'eau et débit spécifique
Le Vincou est une rivière assez abondante. La lame d'eau écoulée dans son bassin versant est de 390 millimètres annuellement ce qui est nettement plus élevé que la moyenne d'ensemble de la France (320 millimètres par an). C'est aussi largement supérieur à la moyenne du bassin de la Loire (plus ou moins 245 millimètres par an) et même de la Gartempe (376 millimètres par an). Le débit spécifique (ou Qsp) atteint le chiffre robuste de 12,3 litres par seconde et par kilomètre carré de bassin.